# Gorno Tatesi
Gorno Tatesi (macedónul: Горно Татеши, albánul Tateshi i Epërm) település Észak-Macedóniában, a Délnyugati körzetben, Sztruga községben.

## Népesség
| Lakosok száma | 517  | 584  | 633  | 719  | 807  | 4    | 869  | 1148 | 619  |
|               | 1948 | 1953 | 1961 | 1971 | 1981 | 1991 | 1994 | 2002 | 2021 |

2002-ben 1148 lakosa volt, akik közül 1144 albán, 1 cigány, 1 macedón és 2 egyéb.